# Archivportal Europa
Das Archivportal Europa (Archives Portal Europe) ist eine Rechercheplattform mit archivischen Erschließungsinformationen aus den teilnehmenden europäischen Ländern sowie allgemeinen Informationen zu weiteren Archiven aus Europa.

## Geschichte
Die Strukturen für das Archivportal wurden innerhalb des von der Europäischen Kommission geförderten APEnet-Projekts (2009–2012) aufgebaut und seit März 2012 in dessen Nachfolger, dem APEx-Projekt, erweitert. Die 2015 gegründete Stiftung Archives Portal Europe Foundation in Den Haag für den Betrieb und die weitere Entwicklung des Portals verantwortlich. Diese Stiftung wurde nur zu diesem Zweck gegründet. Derzeit beinhaltet das Portal Informationen zu Archiven aus 33 Ländern.

## APEx-Projekt
Im APEx-Projekt arbeiteten die Archive Europas für einen breiteren und vertieften Zugang zu ihren Unterlagen zusammen. Es setzte die Arbeitsergebnisse des APEnet-Projektes fort, in dessen Rahmen die Nationalarchive aus 19 Ländern gemeinsam mit Europeana das Archivportal Europa von 2009 bis 2012 aufbauten.